# Real Marcianise Calcio
Maillots
Le Real Marcianise Calcio est le club italien de football, fondé en 1951 basé à Marcianise, dans la province de Caserte, en Campanie. Il évolue en Ligue Pro Première Division (D3 italienne).